# Mistelås
Mistelås är kyrkby i Mistelås socken i Alvesta kommun i Kronobergs län belägen öster om Rydaholm. 
I byn ligger Mistelås kyrka.

## Kända personer från Mistelås
- Henric Holmberg, skådespelare